# Черповоды
Черпово́ды (укр. Черповоди) — село в Уманском районе Черкасской области Украины.
Почтовый индекс — 20370. Телефонный код — 4744.

## Население
Население по переписи 2001 года составляло 784 человека.

### Языковой состав
Родной язык населения по данным переписи 2001 года:
| Язык       | Численность, чел. | Доля     |
| ---------- | ----------------- | -------- |
| Украинский | 761               | 97,07 %  |
| Молдавский | 15                | 1,91 %   |
| Другое     | 8                 | 1,02 %   |
| Итого      | 784               | 100,00 % |

## Местный совет
20370, Черкасская обл., Уманский р-н, с. Черповоды, ул. Рыночная, 1